# Gli amori di Benvenuto Cellini
Gli amori di Benvenuto Cellini (The Affairs of Cellini) è un film del 1934 diretto da Gregory La Cava.
Il film, interpretato da Fredric March nel ruolo di Benvenuto Cellini, ottenne le candidature agli Oscar per Frank Morgan come miglior attore protagonista, per la regia, miglior fotografia e miglior sonoro.

## Trama
Il film tratta un episodio boccaccesco della vita di Benvenuto Cellini in cui l'artista riesce ad ottenere dalla moglie di Alessandro de' Medici la chiave per entrare nel palazzo Granducale.
Ma quella sera il duca è impegnato con una modella del Cellini.
Così scoppiano gelosie e si rivelano tresche amorose che si concludono con la pace tra i coniugi e la cacciata dell'artista con la sua modella.

## Produzione
Il film fu prodotto dalla 20th Century Pictures.

## Distribuzione
Distribuito dall'United Artists, il film, presentato da Joseph M. Schenck, uscì nelle sale statunitensi il 24 agosto 1934.